# جون إيرفين غريغ
جون إيرفين غريغ (بالإنجليزية: John Irvin Gregg)‏ هو ضابط أمريكي، ولد في 19 يوليو 1826 في بيلفونتي في الولايات المتحدة، وتوفي في 6 يناير 1892 في واشنطن العاصمة في الولايات المتحدة.